# Дмитровка (Шахтёрский район)
Дми́тровка (укр. Дмитрівка) находится в Шахтёрском районе Донецкой области. C 2014 года находится под контролем самопровозглашённой Донецкой Народной Республики. Административный центр Дмитровского сельского совета.

## География
Село расположено на реке Миусе, на месте впадения реки Нагольной. К северу и востоку от населённого пункта проходит граница между Донецкой и Луганской областями, к югу — между Украиной и Россией.

#### Соседние населённые пункты по сторонам света
С: Чугунно-Крепинка (выше по течению Миуса)
СЗ: Зрубное, Рассыпное
СВ: —
З: Латышево
В: Верхний Кут (выше по течению Нагольной), Дибровка; Дьяково (Луганская область)
ЮЗ: Мариновка
ЮВ: —
Ю: Красная Заря, Кожевня (ниже по течению Миуса)

## История
Основано в 1777 году наказным атаманом Войска Донского Дмитрием Ивановичем Иловайским. Окончательное заселение слободы произошло после 1780 года, когда Иловайский купил в Саратовской губернии 50 семей и поселил в слободе на улице Русской.
В 1786 году построена деревянная церковь во имя Святого великомученика Дмитрия Мироточивого, а в 1797 году на её месте построена каменная церковь Федоровской Божьей матери с престолом во имя Святого великомученика Дмитрия Мироточивого. В 1903 году в Дмитровке построена Николаевская церковь. Обе церкви разрушены в 1960-е годы.
На территории села похоронены его основатель Дмитрий Иванович Иловайский с женой Евдокией Тимофеевной (урожд. Грековой) и жена генерала Павла Дмитриевича Иловайского Марфа Егоровна (урождённая Шевич, сестра генерала Ивана Шевича младшего).
В средней школе села располагается базовый музей 202-го гвардейского лёгко-артиллерийского полка.

### Памятники истории
Место захоронения Героя Советского Союза (в братской могиле) Лидии «Лилии» Литвяк, лётчицы-аса, лучшей лётчицы Второй Мировой войны. 18 августа 2021 года в селе Дмитровка открыли памятник лётчице Лидии Литвяк.

## Население
Население по переписи 2001 года составляет 3370 человек.

## Адрес местного совета
86262, Донецкая область, Шахтёрский р-н, с. Дмитровка, ул. Центральная, 46; тел. 97-1-42.

## Топографические карты
- Лист карты L-37-6 Куйбышево. Масштаб: 1 : 100 000. Состояние местности на 1989 год. Издание 1993 г.